# Heretik, volume 2
Heretik, volume 2 “The trial” is een studioalbum van Nathan Mahl. Het is deel 2 uit de trilogie met deel 1 Body of accusations en deel 3 The sentence. Het album werd onder leiding van bandleider Guy LeBlanc tevens verantwoordelijk voor muziek en teksten opgenomen in de periode januari tot juni 2001 in LeBlancs geluidsstudio Subversia. Het album sluit niet alleen qua muziek aan op deel 1, ook het thema van het conceptalbum (een eenling tegenover de rechtsstaat) wordt voortgezet. Zwak punt bleef de zang van LeBlanc in dit grotendeels instrumentaal album. 

## Musici
- Guy LeBlanc – toetsinstrumenten, zang, blokfluit
- Claude Prince – basgitaar
- Marc Spénard – gitaar
- Alain bergeron – drumstel

Met Natasha LeBlanc, zang op The final appeal

## Muziek
| Nr. | Titel                                       | Duur  |
| --- | ------------------------------------------- | ----- |
| 1.  | Entrance of the judges/ Malleus maleficarum | 23:14 |
| 2.  | De praestigiis daemonum                     | 7:38  |
| 3.  | Heretik, part 4                             | 13:10 |
| 4.  | Ad judicum                                  | 7:32  |
| 5.  | Moral values, part 2                        | 7:58  |